# Internazionali Femminili di Palermo 2001
Gli Internazionali Femminili di Palermo 2001 sono stati un torneo femminile di tennis giocato sulla terra rossa. È stata la 14ª edizione degli Internazionali Femminili di Palermo, che fa parte della categoria Tier V nell'ambito del WTA Tour 2001. Si è giocato a Palermo in Italia, dal 9 al 15 luglio 2001.

## Campioni

### Singolare
Anabel Medina Garrigues ha battuto in finale  Cristina Torrens Valero con il punteggio di 6–4, 6–4

### Doppio
Tathiana Garbin /  Janette Husárová hanno battuto in finale  María José Martínez Sánchez /  Anabel Medina Garrigues con il punteggio di 4–6, 6–2, 6–4